# Lyra (кодек)
Lyra — аудіо-кодек з втратами, розроблений Google для стиснення голосу на дуже низьких швидкостях передачі. На відміну від інших форматів аудіо, він використовує алгоритм, заснований на машинному навчанні, для виконання стиснення.

## Особливості
Аудіо-кодек Lyra створений для передачі голосу в реальному часі за умов значно обмеженої пропускної здатності, наприклад через повільне або ненадійне з'єднання. Він здатний працювати лише з фіксованими швидкостями передачі, а саме 3.2, 6 та 9 кбіт/с. Кодек Lyra призначений для забезпечення вищої якості звуку, ніж ті, що використовують традиційні алгоритми передачі сигналу на аналогічних швидкостях передачі. Натомість стиснення досягається за допомогою алгоритму, що заснований на машинному навчанні, який кодує вхідні дані з виділенням ознак, а потім реконструює їх за допомогою генеративної моделі. Модель, що використовується, навчена на тисячах годин записів голосу понад 70 мовами. Через те, що генеративні моделі складніші за обчисленнями за традиційні кодеки, для отримання прийнятної продуктивності використовується спрощена модель, що паралельно обробляє різні діапазони частот. Lyra потребує затримку у 20 мс через власний розмір кадру. Приклад реалізації Google доступний для Android та Linux.

## Якість звучання
Початкова версія кодеку Lyra показувала значно кращі результати, ніж традиційні кодеки на аналогічних швидкостях передачі. Google стверджує, що кодек відтворює природне звучання мови, а також, що Lyra на швидкості у 3 кбіт/с перевершує Opus на 8 кбіт/с. Цахі Левент-Леві пише, що аудіо-кодек Satin, розроблений на базі штучного інтелекту Microsoft, перевершує його на вищих бітрейтах.

## Підтримка

### Реалізації
Реалізація Google доступна на GitHub за ліцензією Apache. Вона написана на мові програмування C++ та оптимізована для 64-бітної архітектури ARM, але також працює і на x86, на Android та Linux.

### Застосунки
Google Duo використовує кодек Lyra для передачі звуку під час відеодзвінків, коли пропускна здатність мережі обмежена.